# Brooklynn Prince
Brooklynn Kimberly Prince (Winter Springs, ...) è un'attrice statunitense.
Attiva in campo cinematografico fin da piccolissima, ha ottenuto una forte attenzione da parte della critica, vincendo premi in eventi di rilievo come i Critics' Choice Movie Awards e Washington D.C. Area Film Critics Association per la sua interpretazione in Un sogno chiamato Florida. Ha inoltre ottenuto il ruolo da protagonista nella serie TV Home Before Dark.

## Biografia
Figlia di un'insegnante di recitazione, Prince inizia a recitare già all'età di due anni, apparendo in svariati spot pubblicitari. Nel 2017 ottiene una forte attenzione da parte della critica grazie alla sua performance nel film Un sogno chiamato Florida, ruolo grazie al quale vince 6 premi su un totale di 13 nomination. Da allora ha ottenuto vari ruoli di primo piano, sia come doppiatrice nei film d'animazione Angry Birds 2 - Nemici amici per sempre e L'unico e insuperabile Ivan, sia come attrice nei film The Turning - La casa del male e Settlers.
Nel 2019 debutta come regista all'età di otto anni, dirigendo il cortometraggio Colours, in cui compare anche come attrice. Nel 2020 debutta in televisione interpretando il ruolo della protagonista nella serie televisiva Home Before Dark, basata sulla vita di Hilde Lysiak, una giornalista di nove anni. La serie viene confermata per una seconda stagione nel 2021. Tali ruoli le hanno permesso di vincere vincere il premio Next Generation of Hollywood Award assegnato dalla Hollywood Critics Association.

## Filmografia

### Attrice

#### Cinema
- Robo-Dog: Airborne, regia di Anthony Steven Giordano (2017)
- Un sogno chiamato Florida, regia di Sean Baker (2017)
- Gli acchiappamostri, regia di Jason Murphy (2018)
- The LEGO Movie 2 - Una nuova avventura, regia di Mike Mitchell (2019)
- Colours, regia di Brooklynn Prince (2019) - cortometraggio
- The Turning - La casa del male, regia di Fiona Sigismondi (2020)
- Settlers, regia di Wyatt Rockefeller (2021)
- Cocainorso (Cocaine Bear), regia di Elizabeth Banks (2023)
- La casa del padre (The Marsh King's Daughter), regia di Neil Burger (2023)
- Little Wing, regia di Dean Israelite (2024)

#### Televisione
- Home Before Dark – Serie TV, 20 episodi (2020-2021)

### Regista
- Colours (2019) - cortometraggio

### Doppiatrice
- Angry Birds 2 - Nemici amici per sempre, regia di Jason Murphy (2019)
- L'unico e insuperabile Ivan, regia di Thea Sharrock (2020)

## Doppiatrici italiane
Nelle versioni in italiano delle opere in cui ha recitato, Brooklynn Prince è stata doppiata da:
- Sara Ciocca in Cocainorso, La casa del padre
- Laura Valastro in Robo-Dog: Airborne
- Anita Ferraro in Un sogno chiamato Florida
- Sara Giacopello in Monsters at Large
- Francesca Mancin in Home Before Dark
- Giorgia Venditti in The Turning - La casa del male

Nei suoi ruoli da doppiatrice è stata sostituita da:
- Matilda Ferraro in Angry Birds 2 - Nemici amici per sempre
- Charlotte Infussi D'Amico in L'unico e insuperabile Ivan